# 3,7 cm armata przeciwlotnicza SK C/30

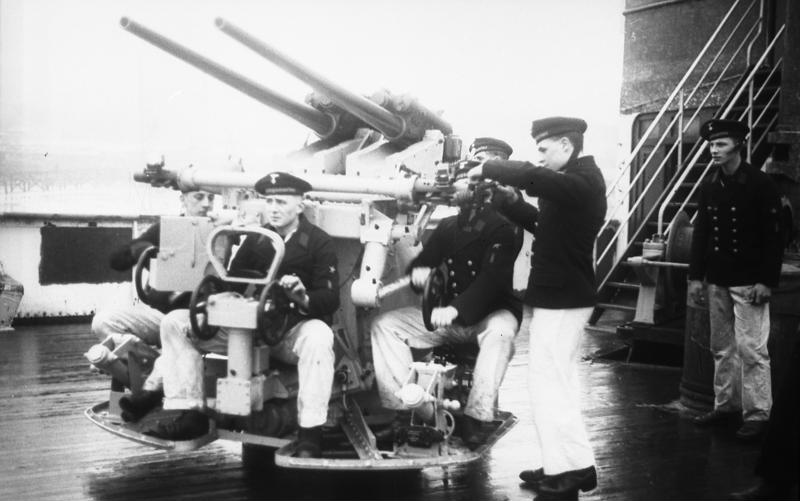
Armata C/30 na podstawie LC/30 na okręcie szkolnym „Drache”

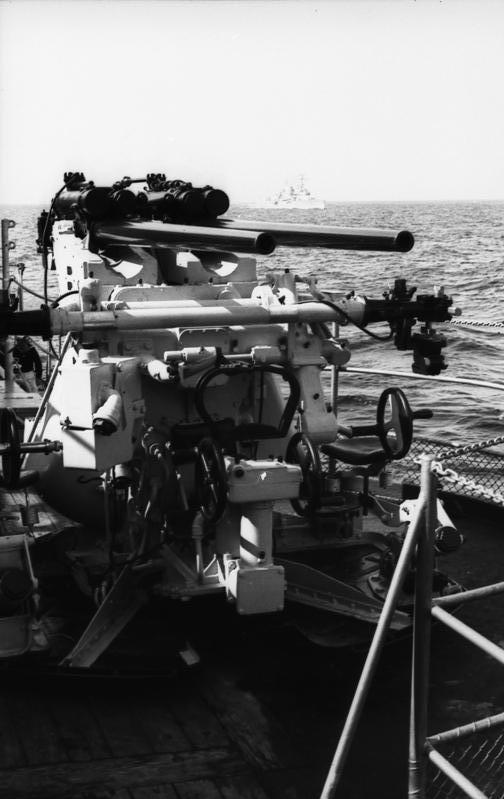
Armata C/30 na krążowniku „Nürnberg”

Armata przeciwlotnicza 3,7 cm (37 mm) SK C/30 – niemiecka morska półautomatyczna armata przeciwlotnicza z lat 30. XX wieku, standardowe lekkie działo przeciwlotnicze niemieckich okrętów okresu II wojny światowej, używana głównie w postaci sprzężonej po 2 lufy, a także w pojedynczej.

## Warianty i opis
Armata kalibru 3,7 cm SK C/30 została zaprojektowana w 1930 roku, do masowej produkcji i do służby weszła od 1934. Wywodziła się z armaty lądowej Flak 18. Skrót SK (lub S.K.) oznaczał Schiffskanone (armata okrętowa), a C – rok konstrukcji. Przede wszystkim używano jej na podwójnie sprzężonej podstawie Dopp.L. C/30 (Doppellafette – podwójna laweta) na prawie wszystkich większych i średnich niemieckich okrętach tego okresu, do II wojny światowej włącznie. Podstawa miała obsadę 6-osobową. Maksymalna liczba podstaw to 8 na pancernikach typu Bismarck, na krążownikach ciężkich stosowano 6, na lekkich 4, a na niszczycielach 2 (często w toku wojny ich liczbę zwiększano). Podwójna podstawa była wyposażona w stabilizację żyroskopową, co dawało teoretycznie wysoką celność mimo ruchu okrętu, lecz w praktyce rozwiązanie to nie spełniało oczekiwań i stwarzało problemy w eksploatacji. Stabilizacja okazała się mało skuteczna, zwłaszcza przy bardziej gwałtownych ruchach małych okrętów, a nadto mechanizmy i obwody elektryczne były wrażliwe na wilgoć i zimno, co powodowało korodowanie napędów i zwarcia.
Drugim wariantem była pojedyncza podstawa L. C/30, głównie dla małych jednostek, w tym kutrów torpedowych oraz jednostek pomocniczych, która od 1934 roku występowała w wariancie L. C/34 z tarczą ochronną grubości 8 mm. Ostatnim wariantem była zmodyfikowana armata SK C/30U na pojedynczej podstawie Ubts.L. C/39 dla okrętów podwodnych, która mogła być zanurzana.
Pomimo wysokich osiągów balistycznych zapewnianych przez długą lufę (długości 83 kalibrów), była ona średnio skuteczną bronią do celów obrony przeciwlotniczej, gdyż była armatą półautomatyczną – każdy nabój musiał być ładowany ręcznie po wystrzale, co powodowało niską szybkostrzelność praktyczną. Z tej przyczyny w toku wojny zaczęto ją zastępować automatycznymi armatami 3,7 cm KM42 i KM43.
Działa używano nie tylko na niemieckich okrętach, pewną ich partię wyeksportowano przed wojną do Hiszpanii. Używano ich m.in. na hiszpańskich krążownikach typu Principe Alfonso, Canarias i Méndez Núñez. Sześć pojedynczych armat zamontowano przed wojną na greckim krążowniku „Averof”.

## Dane taktyczno-techniczne
- pionowy zamek klinowy.
- kaliber: 3,7 cm
- długość armaty: ?
- długość lufy: 3074 mm (L/83 – 83 kalibry)
- szybkostrzelność praktyczna: 80 strzałów/min na lufę[8]
- masa armaty (bez podstawy): 243 kg

- amunicja zespolona, z pociskami wybuchowymi ze smugaczem (HE-T)
- masa naboju: 2,1 kg[8]
- masa pocisku: 0,745 kg[8]
- masa materiału wybuchowego: 0,365 kg
- masa ładunku miotającego: 0,365 kg
- długość naboju: 51,16 cm
- prędkość wylotowa: 1000 m/s[8]

- donośność:
  - pozioma (podniesienie 45°): 8500 m[8]
  - pionowa (podniesienie 85°): 6800 m (praktyczna do 2000 m)[9]

- kąt podniesienia:
  - dwulufowa L.C/30: -10 +85°
  - pojedyncza L.C/34: -10 +80°
  - pojedyncza L.C/39: -10 +90°
- masy podstaw:
  - dwulufowa L.C/30: 3,67 t[8]
  - pojedyncza L.C/30: 1,86 t[8]
  - pojedyncza L.C/34: 2,02 t[8]
  - pojedyncza L.C/39: 1,45 t[8]